# Моховое (Новодеревеньковский район)
Мохово́е — село в Новодеревеньковском районе Орловской области России.
Входит в Суровское сельское поселение в рамках организации местного самоуправления и в Суровский сельсовет в рамках административно-территориального устройства.

## География
Село расположено в северной части Новодеревеньковского района на обоих берегах речки Раковки, бо́льшей частью на возвышенном правом берегу, в 25 км (по автодороге) от районного центра Хомутово и в 9 км от сельского административного центра деревни Кулеши. В километре от села на левом берегу Раковки находится деревня Карнади, — предположительно, древнерусское поселение, центр восточнославянского племени вятичей Корьдно. В 5 км от села проходит автодорога областного значения Новосиль — Корсаково. В окрестностях села находится лесопитомник Шатиловский лес, высаженный почти 200 лет назад, и который является одним из первых в России опытных объектов противоэрозионного лесоразведения в степных условиях.

## Название
Своё название село получило, предположительно, от слова мох, который в изобилии произрастал на заливных лугах реки. Географ-топонимист Э. М. Мурзаев также объясняет происхождение названия от сырых заболоченных мест в низменных местах с моховым покровом.

## История

Владелец усадьбы дома Шатиловых И. Н. Шатилов (конец XIX в.)

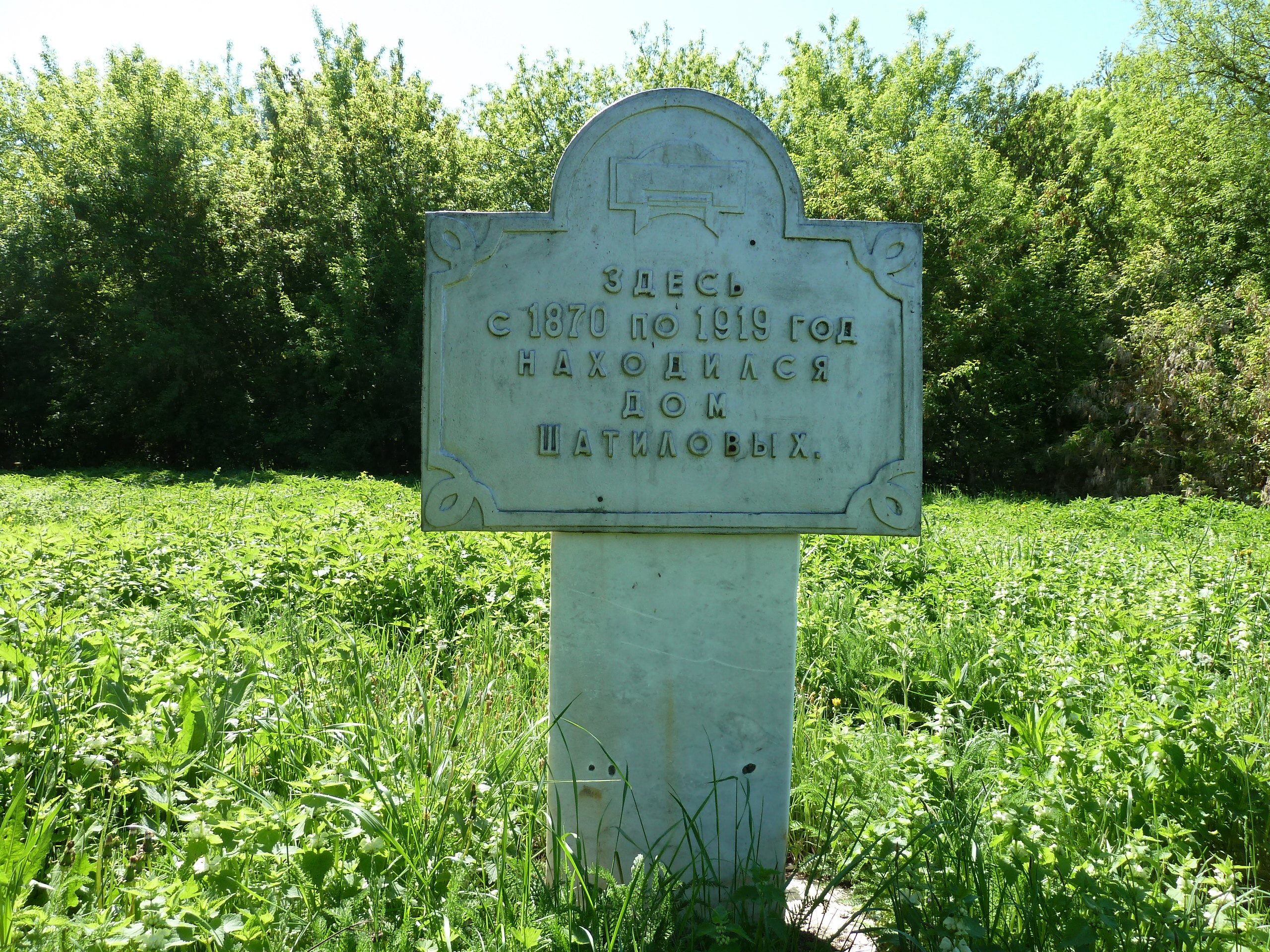
Памятный знак на месте дома Шатиловых. (2019)

Селение Моховое и Паньково (Жупань) впервые упоминаются в дозорных и писцовых книгах Одоевского и Новосильского уездов за 1612 год. Эти поселения числились за Перфилием Шатиловым и его сыном Мокеем.
История села неразрывно связана с одной из ветвей дворянского рода Шатиловых. Один из потомков литовского рода Шатило́ перешёл из Смоленского воеводства, находившегося под властью Великого княжества Литовского, на службу Московскому государству. В XVII веке Шатиловым были пожалованы земли на территории нынешних Орловской и Калужской областей, а позже, в XVIII веке, и в Крыму. Фёдор Мокеевич Шатилов и его брат Авдей в 1672 году получили по наследству вотчину в Моховом, которое стало впоследствии родовым имением дворян Шатиловых. Им же принадлежала находящаяся в 15 км часть деревни Паньково. Шатиловы старались не дробить родовые поместья между своими наследниками и владели ими совместно. Село получило свою известность благодаря учёному в области естественных наук и сельского хозяйства Иосифу Николаевичу Шатилову и его управляющему имением Францу Христиановичу Майеру: в Моховом была создана одна из первых опытных сельскохозяйственных станций, а также получил известность питомник для выращивания саженцев ценных древесных пород.
До середины XIX века главной усадьбой Шатиловых являлось село Паньково. Но к середине XIX века Паньковым владели четыре разных хозяина, и, возможно, поэтому Шатиловы главную усадьбу переместили в Моховое. Имение располагалось на живописном высоком берегу в излучине реки Раковки. Старинный деревянный дом представлял собой длинное, обшитое тёсом и не имевшее никакой архитектуры, потемневшее от времени и обросшее мохом здание. В 1870-е был построен новый кирпичный двухэтажный дом, разбит фруктовый сад и заложен парк площадью более 100 га. В парке и сейчас (2019) сохранилось много старых деревьев, возраст которых почти 150 лет. Это сосны: обыкновенная, веймутова, Муррея; ели: обыкновенная, Энгельмана, серебристая колючая; пихты: сибирская, бальзамическая, Дугласа; сибирский кедр, сибирская лиственница, дуб, остролистный клён, берёза. Ныне парк утратил свой первозданный вид и превратился в лесопарк. Рядом с домом находился целый комплекс вспомогательных построек: дом управляющего, дом для приезжих, контора, конный и скотный дворы, амбары, помещения для прислуги и другие хозяйственные постройки.
В начале 1820-х Иван Васильевич Шатилов (дядя Иосифа Николаевича) пригласил на службу в качестве управляющего Ф. Х. Майера, который впоследствии сыграл большую роль в развитии сельского хозяйства России и оказал большое влияние на формирование личности будущего учёного И. Н. Шатилова. Под руководством Майера в Моховом был создан питомник для саженцев хвойных пород деревьев, который обеспечивал потребности лесоразведения в помещичьих имениях губерний центральной России. В 1864 году Иосиф Николаевич окончательно поселился в Моховом и занимался семеноводством и селекцией новых сортов пшеницы и овса. После его смерти младшим сыном Иваном в 1896 году было безвозмездно передано государству 60 десятин земли для устройства семеноводческой опытной станции Шатиловская, которая начала работать в 1898 году. В ноябре 1919 года начало свою работу Моховское опытное лесничество.
Церковный приход села возник с постройки в 1701 году на средства помещика Фёдора Мокеевича Шатилова деревянного храма во имя Казанской иконы Божией Матери, который в 1777 году перевезли в уездный город Новосиль и который был там устроен при кладбище для совершения ритуальных обрядов погребения усопших. Вместо деревянного Иосифом Фёдоровичем Шатиловым (прадедом И. Н. Шатилова) был построен каменный храм в то же именование. Церковь стоит на высоком левом берегу рядом с усадьбой Шатиловых. На месте бывшего деревянного в 1783 году на старом кладбище построили небольшой каменный во имя святителя Николая Чудотворца, который стал кладбищенским. Но его разобрали в 1837 году и кирпич использовали для пристройки тёплой трапезной, которую соединили с колокольней. На месте прежнего кладбищенского и на новом кладбище построили каменные часовни (не сохранились). В 1879 году произвели наружное и внутреннее поновление всей церкви. Имелись две местночтимые иконы: Казанской Божией Матери и Всех Скорбящих Радость. В селе была больница и земская школа (c 1865 года), построенные и существовавшие на средства помещиков Шатиловых. Южнее храма находились церковные земли площадью 39 десятин. Приход состоял из самого села и деревень Новолысовки (не сущ.), Карнади, Курдяевки, Казинки, Студенца (Чебышовка, Бордуково) (не сущ.) и Троицкой (Носоново) (не сущ.). В деревне Троицкой имелась церковно-приходская школа.
Главный дом усадьбы сожгли и разрушили в 1919 году. Церковь закрыли в 1930 году, а здание использовали для хранения удобрений и для других хозяйственных нужд. Верхние ярусы колокольни были разобраны. Ныне (2019) ведутся восстановительные работы. Многие строения были взорваны и сожжены во время немецкой оккупации. Сохранились некоторые хозяйственные постройки, такие как каретный сарай и дом управляющего Ф. Х. Майера, а также остатки регулярного парка.
До 1925 года село входило в состав Новосильского уезда Тульской губернии.
Во время коллективизации в селе был образован колхоз имени Ворошилова. В ноябре 1941 года Моховое оккупировали немецкие войска, а 20 декабря оно было освобождено Красной Армией. Освобождала село 6-я гвардейская стрелковая дивизия. С марта по август 1943 года здесь находились два эвакуационных госпиталя (№ 3342, 2641) и инфекционный (№ 4289). В Моховом находится воинское захоронение погибших и умерших от ран во время Великой Отечественной войны.

## Население
| 1857 | 1859 | 1915 | 1926 | 2000 | 2002 | 2010 |
| ---- | ---- | ---- | ---- | ---- | ---- | ---- |
| 409  | ↗470 | ↘441 | ↗554 | ↘359 | ↘328 | ↘258 |

за 1857 год: из них: 16 человек военного ведомства, 393 — крестьян помещичьих;
за 1859 год: из них: 227 человек мужского пола, 243 — женского;
за 1915 год: уменьшение численности может быть связана с переселением И. Н. Шатиловым крестьян в своё крымское имение Тамак
В 1859 году в селе насчитывалось 32 крестьянских двора; в 1915 — 51; в 1926 — 108.

## СХОС и лесхоз — новое время
Главным достоянием образцового имения Шатиловых с 1896 года и до сегодняшних дней является сельскохозяйственная опытная станция (СХОС). Здесь разрабатывались и применялись новые приёмы земледелия, их успехи принесли России мировую известность в области селекции. Ныне (2019) колыбель отечественного семеноводства находится в плачевном состоянии. Оборудование ещё 1950-х годов устарело и физически, и морально. Вместо техники на опытных полях для прополки энтузиастами используются мотыги. Хозяйственные помещения разрушаются. Молочное животноводство, приносившее некогда хороший доход, практически уничтожено. В связи с этим предполагается структурно включить СХОС как подразделение в ВНИИ зернобобовых и крупяных культур.
Начало отечественному искусственному лесоразведению было положено в селе Моховое ещё управляющим Ф. Х. Майером. В созданном после революции Моховском лесхозе уже к середине 1960-х годов выращивалось до 10 миллионов саженцев ценных древесных пород в год. В 1990-е годы в зоне деятельности Моховского лесхоза было завершено создание систем защитных лесных насаждений. В 2015 году на лесосеменной плантации были заготовлены первые килограммы улучшенных семян лиственницы. Выращенный из них посадочный материал используется для создания новых и восстановления утраченных насаждений.

## Культура

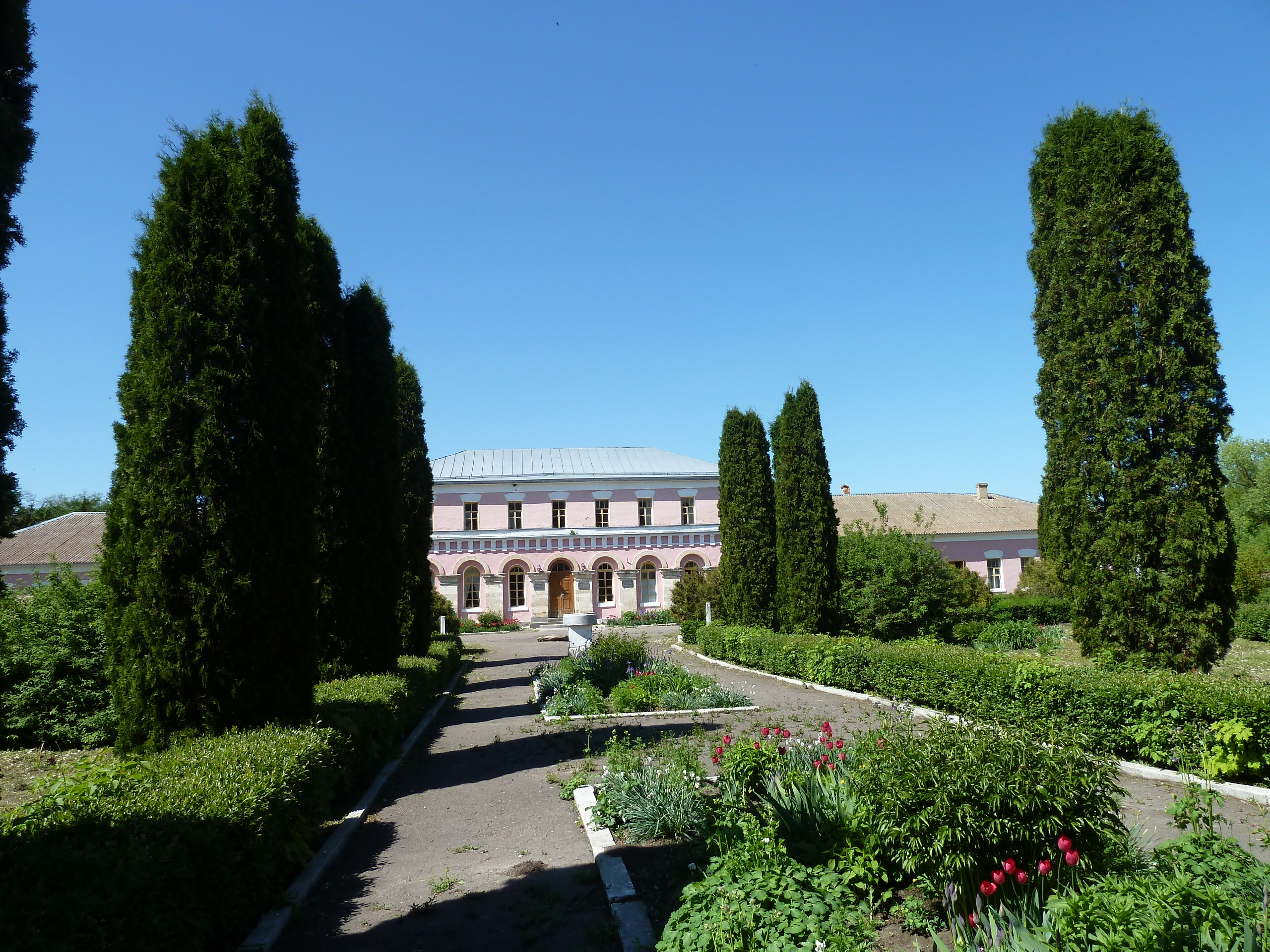
Дом управляющего Ф. Х. Майера (по состоянию на 2019 г.)

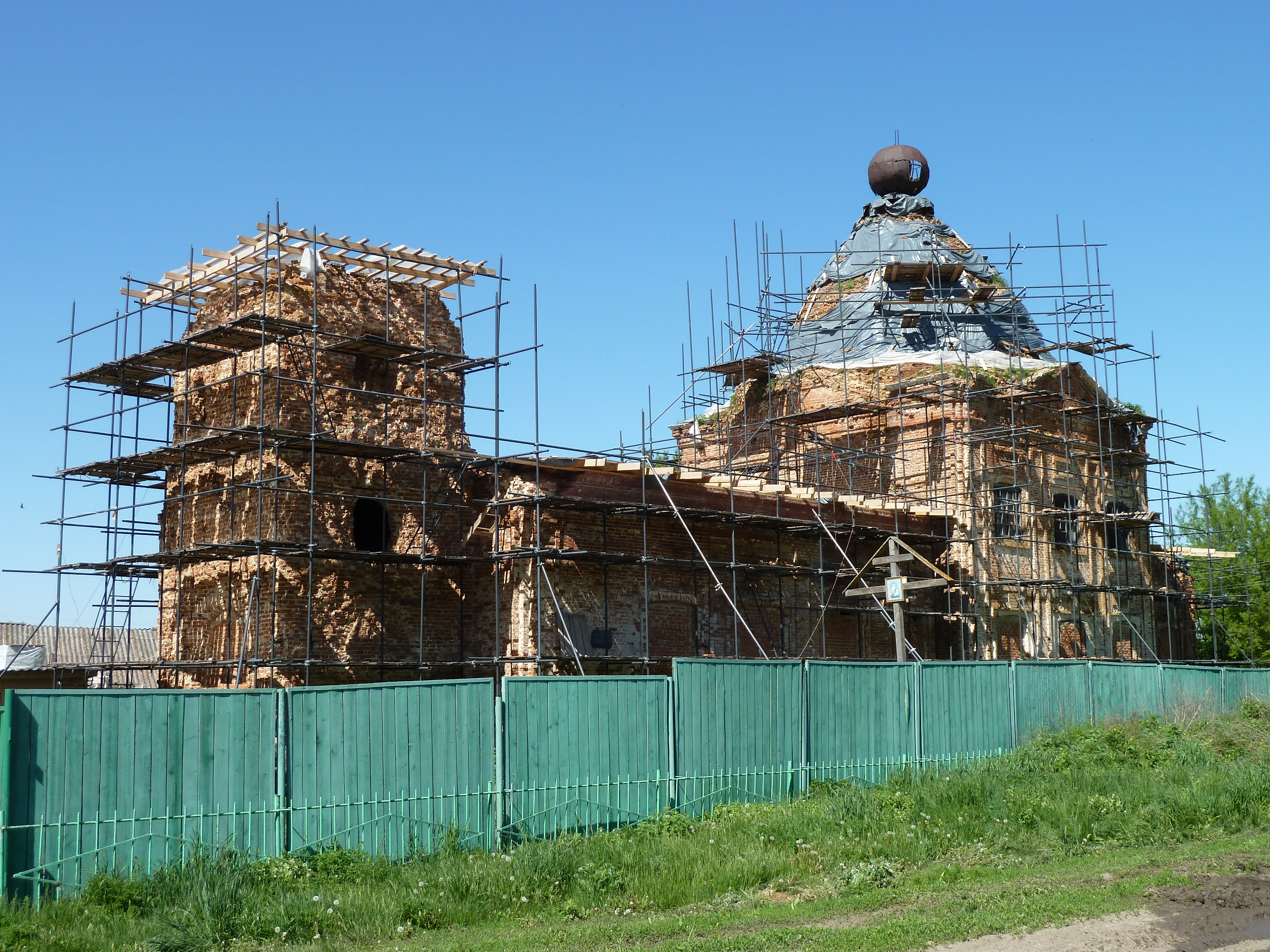
Казанская церковь. Восстановительные работы (май 2019 г.)

В бывшем доме управляющего находится библиотека и музей истории Шатиловской опытной станции, где в феврале 2016 года открылся Музей орловской керамики.

## Люди, связанные с Моховым
В селе с 1908 года работал младшим помощником, затем заведующим селекционным отделом, а с 1926 по 1929 год директором Шатиловской сельскохозяйственной опытной станции советский селекционер-растениевод, Заслуженный деятель науки и техники РСФСР, лауреат Сталинской премии Лисицын Пётр Иванович.
Ляхова Екатерина Фёдоровна — Герой Социалистического Труда, бронзовый призёр Выставки достижения народного хозяйства; работала в Моховском лесхозе и на Шатиловской сельскохозяйственной опытной станции в отделении «Моховое». Звезда Героя и орден Ленина были ей вручены 22 марта 1966 года.
С селом связано имя русского скульптора, бывшего крепостного (с 1798 года) помещика Н. В. Шатилова, Орловского Бориса Ивановича, получившего вольную в 1822 году. Ваятель известен такими работами в Санкт-Петербурге как памятники Кутузову и Барклаю-де-Толли, статуя Ангела на Александровской колонне, фигуры гениев, вылепленные для Московских триумфальных ворот.